# Saúde na França
A França, como outros países da Europa, tem um sistema de saúde universal em grande parte financiado pelo Estado através de um sistema de seguro nacional de saúde. Na avaliação mundial de 2000 de sistemas de cuidados à saúde, a Organização Mundial de Saúde (OMS) concluiu que a França forneceu os "melhores cuidados de saúde em geral" no mundo. Em 2005, a França gastou 11,2% do PIB em saúde, ou U$ 3926 per capita, um valor muito superior à média de gasto por países da Europa e menor do que os Estados Unidos. Cerca de 77% dos gastos com saúde são cobertos pelo Estado.
A maioria dos médicos são, em geral, da prática privada, mas retiram seus rendimentos dos fundos de seguro financiados por fundos públicos. Estes fundos, ao contrário dos seus homólogos alemães, nunca ganharam a responsabilidade de gestão. Em vez disso o Estado assumiu a responsabilidade pela gestão financeira e operacional do seguro de saúde (através da criação de prêmios relacionados com níveis de renda e da determinação dos preços de bens e serviços reembolsado). O sistema de saúde geralmente restitui os paciente em 70% dos custos de saúde, e 100% em caso de doenças com longo prazo de tratamento ou de altos custos. Cobertura suplementar pode ser comprada de seguradoras privadas, a maioria delas sem fins lucrativos, as seguradoras mútuas. Até recentemente, a cobertura da seguradora social foi restrita àqueles que contribuíram para a segurança social (em geral, trabalhadores ou aposentados), excluindo alguns segmentos pobres da população. O governo de Lionel Jospin colocou em prática a "cobertura universal da saúde" e estendeu a cobertura a todos aqueles que residem legalmente na França. Apenas cerca de 3,7% dos custos de tratamento hospitalar são comparticipados pelo seguro privado, mas uma percentagem muito mais elevada do custo de óculos e próteses (21,9%), drogas (18,6%) e assistência odontológica (35,9%). Há hospitais públicos, hospitais independentes sem fins lucrativos, hospitais independentes (que são ligados ao sistema público), bem como hospitais privados com fins lucrativos.
A esperança média de vida à nascença é de 81 anos.
O Sistema de Saúde Francês é um dos Sistemas de Saúde Universais largamente financiados pelo Seguro Nacional de Saúde do Governo. No ano 2000, uma avaliação dos Sistemas de Saúdes Mundiais, feita pela “World Health Organization”, pode notar que a França disponibiliza perto do melhor cuidado completo em saúde no mundo.
Em 2009 a conjuntura dos hospitais, pacientes, comunidade com o ato de reforma territorial reformaram a organização regional de prestação de cuidados de saúde através da criação de Agências Regionais de Saúde, que se fundem a gerência dos hospitais, cuidados comunitários, saúde pública, vigilância da saúde da população e financiamento dos cuidados de saúde. Orçamentos nacionais de saúde alocam recursos para as Agências Regionais de Saúde, que usam uma variedade de ferramentas e incentivos para determinar as necessidades epidemiológicas e contrato com fornecedores. Fundos recorrentes que são provenientes do governo nacional também estão disponíveis para promover a coordenação dos cuidados, acesso 24 horas, e as práticas multiprofissionais e multidisciplinares.
Em 2011, a França gastou 11,6% do PIB em Saúde, ou 4086 dólares per capita, um montante muito maior comparado com a média gasta por outros países da Europa, mas menor que nos EUA. Aproximadamente 77% dos gastos em saúde são cobertos por agências estatais.
Qualidade:
Um órgão do governo, o ANAES, Agence Nationale d'Accréditation et d'Evaluation en Santé (Agência Nacional de Acreditação e Avaliação em Saúde) é responsável por designar recomendações e guias práticos. Há recomendações em Clínica Prática, relacionado ao diagnóstico, tratamento e supervisão de certas condições. O ANAES também publica recomendações de “boas práticas” que devem ser seguidos pelos médicos, de acordo com o contrato acordado com o Fundo do Seguro de Saúde. Há também recomendações sobre prescrição de remédios, examinação, contando com a adesão, regularização e fiscalização de medidas definidas pela União Europeia, como a que está em vigência sobre liberação de esgoto em áreas de risco. A ANAES também regulamenta o aprendizado continuo, havendo uma lei que exige que o profissional mantenha seus estudos ativos.
Hospitais:
Quase 62% da capacidade hospitalar Francesa é possuída pelo governo, ou gerenciada por este. A capacidade remanescente é dividida igualmente entre setores não lucrativos (ligados a fundações, organizações religiosas, associações), e instituições lucrativas.
Condição dos Médicos:
Enquanto médicos franceses ganham apenas 60% do que um médico norte-americano ganha, suas despesas são reduzidas pois não há necessidade de pagar por ensino, o seguro por erro médico também é mais barato comparado com os EUA. O Sistema Nacional Francês de Seguro também paga por uma parte do seguro social dos médicos que aderem as taxas governamentais.

## O Sistema de Saúde
O seguro de saúde é obrigatório a toda população. Essas seguradoras são organizações sem fins lucrativos e planejam anualmente junto ao Estado Francês medidas sobre o financiamento global de atenção em saúde na França. Existe três fundos monetários, um deles, o maior, garante financiamento para 84% da população e os outros dois mais 12%. Mensalmente uma fração do salário de todos os funcionários é deduzida. Em 2001, foi criada a Lei de Financiamento da Segurança Social que fixou as taxas de seguro de saúde que cobre o plano legal básico em 5,25% sobre os rendimentos do trabalho, capital e apostas e 3,95% por auxílios cedidos pelo governo (aposentadoria e subsídios).
Opera um sistema de coparticipação nos gastos em saúde, ou seja, após o pagamento de médico, dentistas e/ou medicamentos, a maior parte é reembolsada pelo estado, essa proporção depende de qual serviço está sendo prestado, mas varia de 75 a 85%.  O saldo que foi pago pelo paciente também pode ser reembolsado se ele paga regularmente um seguro de saúde adicional.  Nacionalmente, aproximadamente a metade desses co-pagamentos são pagos pelo seguro VHI e metade pelo usuário.
De acordo com leis recentemente estabelecidas (o processo de consulta coordenada, em francês: "parcours de soins
coordonné"), clínicos gerais ("médecin Generaliste" ou "Docteur") deverão atuar como "porteiros" que encaminham o paciente para um especialista ou um hospital quando necessário, algo semelhante com o que acontece na atenção básica do SUS no Brasil. No entanto, o sistema oferece livre escolha do médico de referência, que não se restringe a apenas clínico geral e ainda pode ser um especialista ou um médico em um hospital público ou privado. O objetivo do governo é limitar o número de consultas para a mesma doença através de incentivo financeiro, em que as despesas são reembolsadas a taxas muito mais baixas para os pacientes que vão diretamente a outro médico (exceto para dentistas, oftalmologistas, ginecologistas e psiquiatras); atendimentos de emergências ainda estão isentos de exigir o conselho do médico de referência, estes são informados posteriormente. Como os custos são suportados pelo paciente e posteriormente reembolsados, os pacientes têm a liberdade de escolha do local para receber serviços de saúde, no Brasil esse sistema acabaria por sobrecarregar algumas unidades de saúde, já que há muita discrepância entre o atendimento prestado por elas, mas o fato de não haver esse sistema de co-pagamento no SUS, justifica em parte a sua não adoção dessa parte do sistema francês.
Segundo levantamentos feitos pelo governo francês, cerca de 65% dos leitos hospitalares na França são fornecidos pelos hospitais públicos, 15% por organizações privadas sem fins lucrativos, e 20% em empresas com fins lucrativos.

## Como os serviços de saúde são organizados e financiados
Médicos: A carreira individual para os clínicos gerais e especialistas ainda é prevalente. A maioria dos médicos trabalham por conta própria (59%), sendo clínicos gerais (68%) mais frequentes do que os especialistas (51%). Ambos que não trabalham em instalações públicas ou sem fins lucrativos são pagos com base de taxa pelo serviço. A partir de 2011, o custo por consulta (23 € [US $ 29]) é idêntico para especialistas e para clínicos gerais; dependendo da extensão da sua formação médica, os médicos podem cobrar valores maiores. Além disso, a partir de 2009, os médicos podem optar pela oportunidade de receber o pagamento adicional através de um sistema payper-performance. A lei de reforma do financiamento da saúde de 2004 introduziu um sistema voluntário para adultos (aqueles de 16 anos ou mais): embora o registro com um médico da atenção primária não seja uma obrigação legal, há fortes incentivos financeiros para que os pacientes tenham um médico vinculado à família, incluindo co-pagamentos mais elevados para visitas e prescrições sem uma referência do médico da família. Mais de 85 por cento da população foi registrado com um clínico geral. Os pacientes são livres para escolher entre os clínicos gerais e especialistas.
Hospitais: dois terços dos leitos hospitalares estão em hospitais de propriedade do governo ou sem fins lucrativos e são financiados por governo (90%), instituições privadas (7%), ou pagamento direto do paciente (3%). Além disso, todos os hospitais universitários são públicos, e os hospitais restantes são privados com fins lucrativos clínicos. Eles são de propriedade individual ou, cada vez mais, de propriedade de grandes empresas (por exemplo, Générale de Santé). O mecanismo de financiamento para hospitais privados é o mesmo que para os hospitais públicos, mas a respectiva parte financiada pelo governo, pelo nicho particular, e pagamento direto difere nos custos. Desde 2008, todos os hospitais e clínicas são reembolsados através do sistema de pagamento prospectivo, que se aplica a todas as internações hospitalares e ambulatoriais. Os hospitais públicos e não beneficentes se beneficiam de subvenções não baseadas em atividades adicionais que compensem pesquisa e ensino (até um 13% adicional do orçamento) e da prestação de serviços de emergência, a colheita de órgãos e transplante (em média, um adicional de 10 % - 11% do orçamento de um hospital). Desde 1968, os médicos do hospital foram autorizados a ver pacientes particulares em hospitais públicos. 
Cuidado em saúde mental: O pacote de seguro governamental abrange hospitalização, consultas médicas, medicação e cuidados na comunidade, mas não abrange visitas ambulatoriais, atendimento psicológico bem como a  psicanálise. Cuidado em saúde mental por clínicos gerais e psiquiatras na prática privada é parcialmente coberta pelo seguro público. Em contrapartida indivíduos que apresentam uma condição psiquiátrica de longo prazo são totalmente cobertos. O atendimento em hospitais psiquiátricos públicos e privados para adultos e crianças é financiado pelo seguro público. O copagamento paciente é de 20 por cento de uma tarifa diária que varia entre os hospitais. A Assistência social e apoio são fornecidos pelos governos estaduais e locais. 67% dos pacientes com distúrbios mentais estão em clínicas médicas, nos centros médico-psicológico, clínicas, ou sendo cuidados em casa. Cerca de 25% são pacientes internados em tempo integral, e 9% são internados a tempo parcial. Os gastos com saúde mental representam cerca de 8% do total das despesas de saúde, os cuidados hospitalares representam dois terços e os cuidados na comunidade de um terço dos gastos com saúde mental. Mais de 90% das despesas de internação é fornecida pelo seguro público - e instituições públicas ou sem fins lucrativos financiada pelo Estado. Além disso, Instituições públicas de saúde mental são pagas através de um orçamento capital determinado a posteriori. As instituições privadas cobram uma taxa, baseada em padrões
Cuidados de longa duração: Atualmente, existem quatro fontes de financiamento para a saúde a longo prazo e de assistência social para os idosos frágeis na França: 1) O Fundo Nacional de Solidariedade para a Autonomia, que recebe recursos do seguro público e do Dia da Solidariedade (um dia não remunerado de trabalho introduzido em 2004) e as finanças  dos cuidados de longa duração em lares e serviços comunitários para idosos, bem como uma parte dos subsídios de assistência a longo prazo, até um montante total de quase 15000 milhões de euros; 2) as autoridades locais, que fornecem mais de 2000 milhões de euros por ano para longo prazo; 3) as famílias, para as quais privada pagamento do bolso para o cuidado em uma casa de repouso atualmente na média de € 1.500 (US $ 1913) por mês, por pessoa; e 4) contratos de seguro-saúde privado, que podem cobrir as despesas de assistência médica não totalmente cobertos pelo seguro publico, bem como uma parte contratual de despesas de alojamento.
After-hours care: são fornecidos pelos serviços de emergência de hospitais públicos, hospitais privados que assinaram um acordo com a Agência Regional de Saúde e recebem uma compensação financeira e médicos independentes que trabalham para os serviços de emergência. Além disso, mais recentemente, maisons MEDICALES de garde, instalações públicas abertas depois do horário convencional, financiadas por fundos do seguro público e composta por profissionais de saúde, voluntários. Algumas informações sobre instituições que prestam atendimento após o expediente são disponibilizadas para os clínicos gerais por Coordenadorias Regionais de Saúde, e há também linhas de consulta telefônicas organizadas de acordo com a doença. Por exemplo, o seguro público tem uma linha de aconselhamento para os pacientes diabéticos (Sophia).